# Edge of Seventeen
Edge of Seventeen – amerykański film fabularny (komedia romantyczna) z 1998 roku w reżyserii Davida Moretona.
Projekt wyróżniono wieloma nagroda filmowymi, w tym czterema laurami podczas L.A. Outfest w 1998 r.

## Zarys fabuły
Film jest autobiografią reżysera Davida Moretona, a jego akcja osadzona jest w stanie Ohio w latach 80. XX wieku. Nastoletni gej odkrywa, kim jest i czego chce; dowiaduje się, kim są jego przyjaciele i kogo kocha.

## Obsada
- Chris Stafford – Eric
- Tina Holmes – Maggie
- Twiggy – Marlene Dicktrick
- Andersen Gabrych – Rod
- Stephanie McVay – matka
- Lea DeLaria – Angie
- John Eby – ojciec
- Antonio Carriero – Andy
- Jason Scheingross – Steve
- Tony Maietta – Gregg
- Jeff Fryer – Jonathan